# Meerlo
Meerlo est un village néerlandais situé dans la commune de Horst aan de Maas, dans la province du Limbourg néerlandais. Le 1er janvier 2007, le village comptait 1 640 habitants.

## Histoire
Un tumulus datant d'environ 700 ans av. J.-C. (Âge du Bronze) atteste d'une habitation à l'époque préhistorique. 
Au Moyen Âge, Meerlo est une seigneurie, rattachée aux Gueldres espagnols en 1648 et à la Prusse en 1713. À l'époque française, Meerlo, avec les seigneuries Blitterswijck et Swolgen (y compris Tienray), devient une commune, qui rejoint les Pays-Bas en 1815. 
Fin 1944, le village subit d'importants dégâts dus à la guerre. 
Le 1er juillet 1969, la commune de Meerlo fusionne avec celle de Wanssum, pour former la nouvelle commune de Meerlo-Wanssum. Depuis le 1er janvier 2010, la localité fait partie de Horst aan de Maas.

## Personnalités liées à la commune
- Gé Custers (1999), réalisateur de podcasts
- Marijn Poels (1975), réalisateur de documentaires, né à Meerlo
- Hanna Van de Voort (1904-1956),  résistante, est née dans la commune

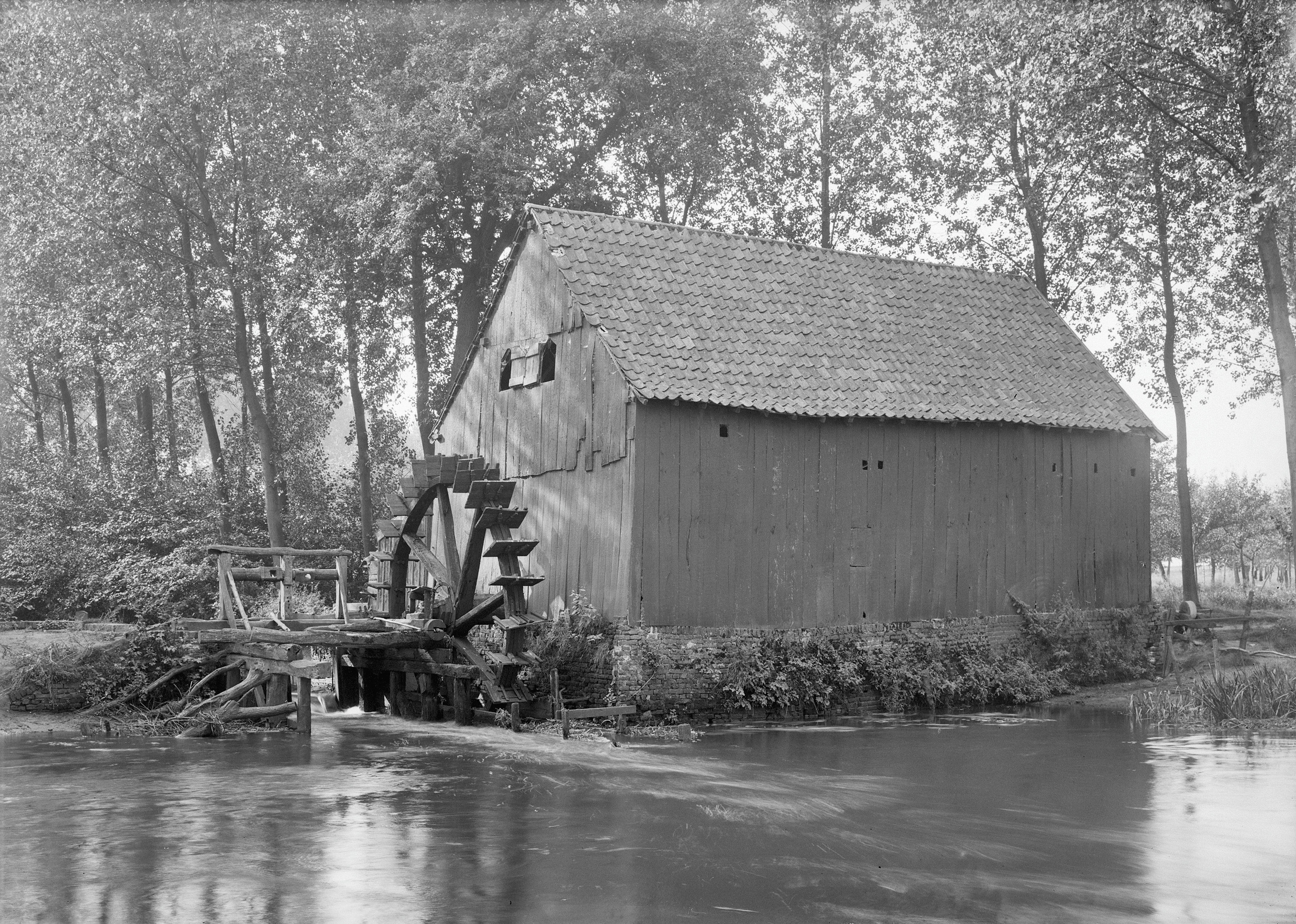
Moulin à eau à Meerlo